# Erich Kraut
Erich Kraut (* 21. Juni 1891 in Elberfeld, heute Wuppertal; † 18. Juni 1978 ebenda) war ein deutscher Unternehmer, der 1917 ein Schreibwarengeschäft erwarb und daraus die Marke ELBA (gebildet aus den Namen der Städte Elberfeld und Barmen) für Büro-Organisation schuf. 1930 begann auf dem Gelände der Firma in Wuppertal-Elberfeld die industrielle Produktion von Aktenordnern.
1933 erfand Kraut die Pendelregistratur, eine Variante der Hängeregistratur, die das horizontale Einhängen der Mappen in nur eine Schiene ermöglicht. 1953 entwickelte er das ELBA rado Prinzip, das dem Aktenordner durch zwei Schlitze und Nocken im Ordnerdeckel Einrasten der Hebelmechanikbügel ermöglicht und den Ordner auch im leeren Zustand standfest macht.

## Das Unternehmen ELBA
Zwanzig Jahre nach Krauts Tod musste das als ELBA Bürosysteme Erich Kraut GmbH & Co firmierende Unternehmen Insolvenz anmelden. Der Produktionsstandort Wuppertal wurde geschlossen, die Geschäftsaktivitäten konnten jedoch in die neu gegründete ELBA Bürosysteme Vertriebs GmbH überführt werden, die heute zu Groupe Hamelin gehört.

## Ehrungen
- 1971: Verdienstkreuz am Bande der Bundesrepublik Deutschland